# Pablo y Erlend Thorfinnsson
Pablo (Paul) Thorfinnsson (Pål, 1055 - 1098) y Erlend Thorfinnsson  (1057 - 1098) eran dos caudillos vikingos que gobernaron en diarquía como jarls de las Orcadas. Eran hijos de Thorfinn Sigurdsson e Ingibiorg Finnsdottir. Por rama materna, el padre de Ingibiorg Finn Arnesson y su esposa, estaban vinculados familiarmente con los reyes noruegos, Olaf II y Harald II. 
La saga Orkneyinga cita a los dos hermanos. La primera mención menciona que los dos hermanos acompañaron al rey Harald Hardrade y Tostig Godwinson durante la desgraciada expedición a Inglaterra en 1066. Pablo y Erlend permanecían con el hijo de Harald, Olav Kyrre, custodiando las naves, cuando se desarrollaba la batalla de Stamford Bridge. De acuerdo con Olaf ellos permitieron la liberación del rey inglés Harold Godwinson. Olaf pasó el invierno en las Orcadas en buenas relaciones con los hermanos. La saga explica que los hermanos tenían buenas relaciones hasta que sus hijos crecieron y se hicieron adultos, lo que comportó disputas entre ellos hasta el punto que ambos hermanos acabaron en actitudes hostiles manifiestas. Como las malas relaciones entre los descendientes de Pablo y Erlend se prolongaron en los asuntos de las Orcadas a lo largo del siglo XII, la saga el prolija en detalles sobre las relaciones familiares.

## Legado

### Herencia de Pablo
Pablo casó con Ragnhild, hija del jarl Håkon Ivarsson. Tuvo dos hijos y cuatro hijas:
- Hakon Paulsson quien jugó un papel destacado en algunos acontecimientos.
- Ragnhild Pålsdatter (n. 1072)
- Thora Pålsdatter (n. 1074), casó con Halldór Brynjólfsson (1068 - 1160), un hijo de Brynjólf Úlfaldi.
- Ingrid Pålsdatter (n. 1076), casó con el vikingo Einar Vorsa-Krakr (n. 1070).[4]
- Herbjörg Pålsdatter (n. 1078).
- Brynjolf Paalsson (n. 1080)

### Herencia de Erlend
Erlend casó en 1079 con Thora Sumarlidisdatter (n. 1060), hija de Sumarliði Ospaksson, rey de las islas (Sudreys), y fruto de esa relación tuvieron dos hijos y dos hijas:
- Magnus Erlendsson aparece en la saga como jarl, mártir y santo.
- Gunhild Erlandsdatter (n. 1083), sería esposa de Kol Kalisson y padres de Rögnvald Kali Kolsson.
- Cecilia Erlandsdatter (n. 1086).
- Erling Erlandsson (1089 - 1103).

Los conflictos entre los jarls desembocaron en abierta rivalidad entre Hakon Paulsson y el hermano de Magnus, Erling. Ambos son descritos como peleones, arrogantes pero con mucho talento. Magnus III de Noruega tomó posesión de las islas en 1098, y tanto Erlend como Paul fueron depuestos. El hijo de Pablo, Haakon Paulsson, fue designado regente bajo la corona del príncipe noruego, el futuro rey Sigurd I de Noruega, quien concedió el título de jarl a Haakon en 1105.